# 다이아나 펜티
다이아나 펜티(힌디어: डायना पेंटी, 영어: Diana Penty, 1985년 11월 2일 ~ )는 인도의 모델, 배우이다.